# نماگر فنی
در تحلیل تکنیکال، اندیکاتور تکنیکال یک محاسبه گر ریاضی مبتنی بر تاریخچه قیمت، حجم، یا (در مورد قرارداد آتی) قرارداد اختیار معامله اطلاعات مربوط به زمان قراردادها است که هدف آن پیش‌بینی روند بازار مالی است.
اندیکاتورهای تکنیکال بخش اصلی تحلیل تکنیکال هستند و به‌طور معمول به عنوان یک الگوی نموداری به منظور پیش‌بینی روند بازار طراحی شد اند. اندیکاتورها به‌طور کلی بر روی داده‌های نمودار قیمتی جای گذاری می‌شوند تا نشان دهند که قیمت به کجا می‌رود یا این که قیمت در وضعیت «اشباع فروش» یا «اشباع خرید» قرار دارد.
اندیکاتورهای تکنیکال بسیاری توسعه داده شده‌اند و انواع جدید آن به وسیله معامله گران با هدف به دست آوردن نتایج بهتر، ابداع شده‌اند. اندیکاتورهای جدید اغلب بر روی تاریخچه قیمت و اطلاعات حجم شبیه‌سازی می‌شوند تا بررسی شود آنها در رخدادهای آینده ای که پیش‌بینی کرده بوده بودند چقدر مؤثر بوده‌اند.